# كينغ بريت
كينغ بريت (بالإنجليزية: King Britt)‏ هو موسيقي ومنتج أسطوانات ودي جيه وملحن أمريكي، ولد في 1968 في فيلادلفيا في الولايات المتحدة.

## وصلات خارجية
- كينغ بريت على موقع IMDb (الإنجليزية)
- كينغ بريت على موقع ميوزك برينز (الإنجليزية)
- كينغ بريت على موقع أول ميوزيك (الإنجليزية)
- كينغ بريت على موقع ديسكوغز (الإنجليزية)